# Tirapu
Tirapu – gmina w Hiszpanii, w Nawarze, o powierzchni 5,64 km². W 2011 roku gmina liczyła 53 mieszkańców.